# Thiocyanate de cobalt(II)
Le thiocyanate de cobalt(II), de formule semi-développée Co(SCN)2, est un composé inorganique ionique contenant un cation Co2+ et deux anions thiocyanates, [S-C≡N]–. Il est surtout connu pour le test au thiocyanate de cobalt, ou test de Scott, un test de dépistage de la cocaïne, éprouvé et rapide.

## Préparation
Ce composé peut être préparé par la réaction de métathèse des sels sulfate de cobalt(II) aqueux et thiocyanate de baryum, le sulfate de baryum précipite, laissant le composé désiré en solution :
CoSO4 (aq) + Ba(SCN)2 (aq) → BaSO4(s) + Co(SCN)2 (aq)

## Structure
Le thiocyanate de cobalt(II) trihydrate, Co(SCN)2.3H2O, cristallise dans le système monoclinique, groupe d'espace C2/c (no 15) avec a = 1,2490 (2) nm, b = 0,6024 (1) nm, c = 1,0740 (2) nm et β = 90,49 (1)°, le nombre d'unités par maille est de Z = 4.

## Test de Scott
Le réactif de thiocyanate de cobalt peut être préparé par dissolution de 10 g de thiocyanate de cobalt(II) dans un mélange de 490 ml d'eau distillée et de 500 ml de glycérol.[réf. souhaitée]
Du glycérol est souvent ajouté à la solution pour stabiliser le complexe de cobalt afin de s'assurer qu'il ne devienne bleu qu'au contact d'un analyte et non à cause de la perte de molécules d'eau ou de groupements hydroxyles (–OH) participant au complexe hydraté, surtout si le test est effectué en recourant à la technique de chromatographie sur couche mince (thin layer chromatography, TLC) et que le support sèche trop rapidement.
Le test est effectué en plaçant environ 2  à   4 mg d'une substance cible dans un tube à essai, puis 5 gouttes du réactif de thiocyanate de cobalt. Après agitation, 1 ou 2 gouttes d'acide chlorhydrique (HCl) concentré (d'autres acides peuvent être utilisés) sont ajoutés et le tube est de nouveau agité. Dix gouttes de chloroforme (ou d'un solvant de polarité similaire) sont ensuite ajoutées et le tube est fortement agité puis laissé à décanter jusqu'à séparation en deux phases. La couleur finale de la couche organique (chloroforme) est le résultat du test.
L'ajout du réactif de thiocyanate de cobalt produit à la surface des particules de chlorhydrate de cocaïne, une couleur bleue lumineuse (bleu pâle pour la cocaïne «free base». L'ajout et le mélange d'une ou deux gouttes d'acide chlorhydrique fait revenir la solution à la couleur rose du réactif de départ. Enfin, l'addition et le mélange de chloroforme produit une couche organique bleue à la fois en présence de chlorhydrate de cocaïne ou de cocaïne base.
La diphénhydramine et la lidocaïne donnent également une phase organique bleue. Ces composés sont connus comme de faux positifs pour la cocaïne. Si la procédure est modifiée en alcalinisant l'échantillon plutôt qu'en l'acidifiant, le test peut être utilisé pour tester le chlorhydrate de kétamine.

## Sécurité
Le thiocyanate de cobalt(II) au contact d'un acide, dégage un gaz très toxique[Lequel ?],.